# Abner (Texas)
Abner é uma comunidade não incorporada localizada no condado de Kaufman, no estado norte-americano do Texas.